# L'Homme le plus laid du monde
Pour plus de détails, voir Fiche technique et Distribution.
L'Homme le plus laid du monde (The Way of the Strong) est un film américain réalisé par Frank Capra, sorti en 1928.

## Synopsis
Le beau Williams est un trafiquant d'alcool qui recueille sous son aile Nora, une femme sans le sou. Elle se retrouve alors au milieu d'une guerre de gangs entre Williams et son principal rival, Tiger Louie.

## Fiche technique
- Titre original : The Way of the Strong
- Titre français : L'Homme le plus laid du monde
- Réalisation : Frank Capra
- Scénario : William M. Conselman et Peter Milne
- Photographie : Ben F. Reynolds
- Production : Harry Cohn
- Pays d'origine : États-Unis
- Format : Noir et blanc - Film muet
- Genre : drame
- Durée : 61 minutes
- Date de sortie : 1928

## Distribution
- Mitchell Lewis : Handsome Williams
- Alice Day : Nora
- Margaret Livingston : Marie
- Theodore von Eltz : Dan
- William Bailey : Tiger Louie
- Willie Fung : Cuisinier chinois